# Bouncy Castle FIPS Keystore
Bouncy Castle FIPS Keystore (BCFKS) é um formato de arquivo para armazenar chaves criptográficas e certificados usado em Java, desenvolvido pela Bouncy Castle para atender aos padrões FIPS. É uma adição recente às bibliotecas da Bouncy Castle e usa criptografia AES 256 bits.